# Theater Kompagnie Stuttgart
Die Theater Kompagnie Stuttgart (TKS) ist eine Tournee-Theaterbühne und wurde 1998 durch Cornelia Elter und Christian Schlösser gegründet.

## Geschichte
Studenten und Dozenten der Theater Akademie Stuttgart sollen neben dem Lehrbetrieb auch im realen Bühnenbetrieb zusammenarbeiten. Mit Hamlet von William Shakespeare eröffnete die TKS ihre Spieltätigkeit. Dafür wurde eine eigene Übersetzung erstellt, die im gleichen Jahr veröffentlicht wurde. Dies wurde für alle fremdsprachlichen Folgeproduktionen beibehalten. 2000 wurde die Produktion Der Untergang von Walter Jens für den Theaterpreis der Stuttgarter Zeitung nominiert, ab 2001 der Tourneebetrieb unter dem Dach der INTHEGA aufgebaut. Seitdem findet eine Zusammenarbeit mit mehr als 180 deutschsprachigen Theatern statt.
Schwerpunkt der TKS ist die Inszenierung von Klassikern.

## Inszenierungen (Auswahl)
- 1998: Das kalte Herz (Wilhelm Hauff), Premiere: Kulturwerk Stuttgart
- 1998: Hamlet (William Shakespeare), Premiere: Forum Theater Stuttgart
- 1999: Der Untergang (Walter Jens), Premiere: Kulturwerk Stuttgart
- 2000: Was Ihr Wollt (W. Shakespeare)[2], Premiere: Kulturzentrum Weißenseifen
- 2003: Lysistrate (Aristophanes), Premiere: Stadttheater Minden
- 2005: Puck-Pürree (eigenes Showprogramm), Einweihung der Nordkurve des Gottlieb-Daimler-Stadions Stuttgart
- 2008: Ein Mittsommernachtstraum (W. Shakespeare)[3][4], Premiere: Stadttheater Ratingen
- 2010: Amore, Amore (eigene szenische Kollage um die Liebe), Kulturnacht Euskirchen
- 2011: Jedermann (Hugo von Hofmannsthal), Premiere: Kulturgemeinde Theater Plochingen
- 2015: Hamlet (W. Shakespeare)[5][6], Premiere: Stadttheater Lindau
- 2016: Die Troerinnen (Euripides)/Lysistrate (Aristophanes) als Antiken-Doppelprojekt, Premiere: Stadttheater Kevelaer[7][8]
- 2017: Amore Reloaded (eigenes szenisches Varieté), Lange Ost-Nacht Stuttgart[9]